# Сара Манхаймер
Сара Манхаймер (на шведски: Sara Mannheimer) е шведска художничка дизайнер на стъкло, драматург, поетеса и писателка на произведения в жанра социална драма и лирика.

## Биография и творчество
Сара Манхаймер е родена на 26 май 1967 г. в Лунд, Швеция, в семейството на журналиста Ото Манхаймер и социоложката Ева Бьоркандер. В периода 1987 – 1989 г. следва в Поетичната школа „Джак Керуак“ на Института „Наропа“ към Университета за изкуство и хуманитарни науки в Боулдър, в периода 1988 – 1989 г. учи в Работилницата за експериментално стъкло в Ню Йорк, в периода 1990 – 1991 г. учи в шведското училище за стъкло Orrefors & Kosta, през 1991 г. специализира в Стъкларското училище в Железни брод, Чехия, през 1992 г. следва в Академията за приложни изкуства в Прага, а в периода 1993 – 1996 г. следва в Академията „Герит Ритвелд“ в Амстердам, като има практика във фирма ARCO в Лисабон през 1995 г.
След завършване на образованието си се установява в Стокхолм, където ръководи студиото за стъкло Stockholm Heta Glas, в което работи художествено стъкло и също така провежда свои собствени курсове по обработка на стъкло. Прави и собствени изложби за художествено стъкло в Швеция и в чужбина.
От 1987 г. пише за различни списания, включително собствена поезия, театрална критика, есета и преводи на чуждестранни поети. През 2008 г. е издаден първият ѝ роман „Правилата“, който е оригинална история за женското творческо аз, тялото и майчинството, представена чрез живота на една жена, чрез нейния път през сексуалността, любовта и работата, в сложната плетеница от правила, срещи, дете и няколко мъже, в комични и драматични ситуации. Романът получава одобрението на критиката и наградата на вестник „Борьос“ за литературен дебют.
През 2011 г. е издаден вторият ѝ роман „Действието“. В проникнатата със символизъм история главна героиня е жена, водена от желанието да има библиотека съдържаща образования свят и цялата световна колекция от литература, да контролира света около себе си и да овладее теоретичната сложност на Ролан Барт и Юлия Кръстева в противовес на непреодолимата си скръб по една неуспешна бременност. Книгата получава наградата за литература на Европейския съюз за 2012 г.
През 2016 г. е издаден романът ѝ „Разграничи ни“, в който героинята израства завладяна от страстта към писането и раздвоена между живота в литературата и в реалността. Книгата получава писателската стипендия „Алберт Боние“.
От 2012 г. участва и в поставянето на театрални постановки в Стокхолмския градски театър.
Член е на Асоциацията на шведските писатели в секция „Белетристика“, като в периода 2012 – 2016 г. е член на борда, а от 2017 г. е член и на Шведския ПЕН клуб.
Сара Манхаймер живее в Стокхолм.

## Произведения

### Самостоятелни романи
- Reglerna (2008)[1][2][3]
- Handlingen (2011) – награда за литература на Европейския съюз[2]
Действието, изд.: ИК „Прозорец“, София (2015), прев. Анюта Качева
- Urskilja oss (2016)

### Сборници
- Nära Ögat (2010) – разкази[3][4]

### Изложби (избрано)
- 1992 – „Умпрум, Прага[3]
- 1995 – „Форум“, Стокхолм
- 1996 – Академия „Герит Ритвелд“
- 1997 – Галерия „Практик“, Зейст, Нидерландия
- 2000 – „Синтра“, Гьотеборг